# Pilea subcoriacea
Pilea subcoriacea är en nässelväxtart som först beskrevs av Hand.-mazz., och fick sitt nu gällande namn av C.J. Chen. Pilea subcoriacea ingår i släktet pileor, och familjen nässelväxter. Inga underarter finns listade i Catalogue of Life.